# Adolf Winkelmann (Regisseur)

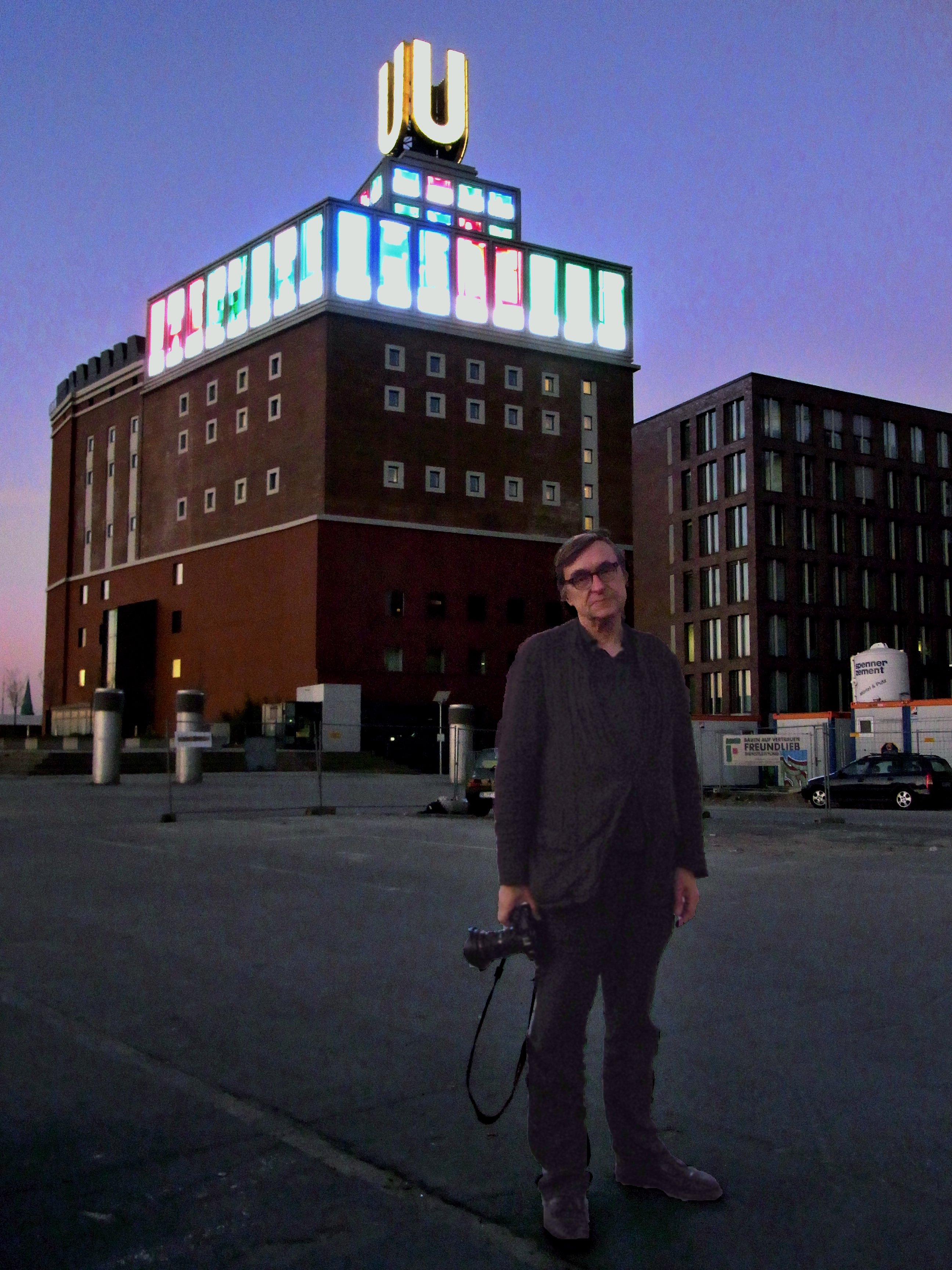
Adolf Winkelmann vor seiner Video-Installation „Der Turm produziert Druckertinte für Kreative“ am 10. Oktober 2010 am Dortmunder U

Adolf Winkelmann (* 10. April 1946 in Hallenberg) ist ein deutscher Filmregisseur, Filmproduzent und Professor für Film-Design (Konzeption und Entwurf) im Fachbereich Design an der Fachhochschule Dortmund. Seine Kino- und Fernsehfilme wurden mit zahlreichen Preisen ausgezeichnet.

## Leben
Seine Eltern waren der Speditionskaufmann Adolf Winkelmann und dessen Frau, die Sekretärin Josefine Winkelmann, geborene Carree. Im Alter von drei Jahren zog Winkelmann mit seinen Eltern nach Dortmund, wo er mit Ausnahme seiner Studienjahre 1965 bis 1968 an der Werkkunstschule Kassel seither lebt.
Ab 1960 drehte er 8-mm-Filme, ab 1967 16-mm-Filme. 1967/68 nahm er am Experimentalfilmfestival in Knokke teil. Winkelmann gehörte 1968 zusammen mit seiner damaligen Frau Jutta Winkelmann und deren Zwillingsschwester Gisela Getty und Gerhard Büttenbender zu den Gründern des Kasseler Filmkollektivs.
Anfang der 1970er Jahre inszenierte und produzierte er Fernsehfilme und Dokumentarfilme. Sein vorwiegend mit jugendlichen Laiendarstellern besetztes zweiteiliges Fernsehspiel Schlechte Karten (1977) handelt von arbeitslosen Maschinenschlosser-Lehrlingen, die in die Kleinkriminalität abrutschen. Sein Spielfilmdebüt war die wiederum überwiegend mit Laiendarstellern besetzte Ruhrgebietskomödie Die Abfahrer um drei junge Dortmunder Arbeitslose. Viele seiner Spielfilme sind in seiner Heimatstadt angesiedelt.
Im Rahmen des Projekts RUHR.2010 hat Winkelmann eine Videoinstallation am Gebäude Dortmunder U entworfen und umgesetzt, die im Mai 2010 in Betrieb genommen wurde.
Adolf Winkelmann war 2003 eines der Gründungsmitglieder der Deutschen Filmakademie.

## Filmografie als Regisseur (Auszug)
- 1967: 31 Sprünge (Kurzfilm)
- 1968: Kassel 9.12.1967 11H54 (Kurzfilm)
- 1969: Heinrich Viel (Kurzfilm)
- 1977: Schlechte Karten
- 1978: Die Abfahrer
- 1981: Jede Menge Kohle
- 1984: Super
- 1987: Peng! Du bist tot!
- 1989: Der Leibwächter
- 1993: Nordkurve
- 1994: Gefährliche Spiele
- 1996: Der letzte Kurier (TV-Zweiteiler)
- 1999: Waschen, schneiden, legen
- 2004: Engelchen flieg
- 2007: Das Leuchten der Sterne (Engelchen flieg 2)
- 2007: Contergan (TV-Zweiteiler)
- 2010: Die Reise ins U – Fliegende Bilder – eine Filminstallation in drei Stationen für das Dortmunder U
- 2016: Junges Licht

## Auszeichnungen
- 1979: Filmband in Silber des Deutschen Filmpreises für Die Abfahrer
- 1990: Adolf-Grimme-Preis mit Silber für Der Leibwächter
- 1993: Deutscher Filmpreis in den Kategorien beste Regie und bester Schnitt für Nordkurve
- 1996: Verdienstorden des Landes Nordrhein-Westfalen
- 1997: Adolf-Grimme-Preis mit Gold für Der letzte Kurier[4]
- 1997: Fernsehfilmpreis der Deutschen Akademie der Darstellenden Künste für Der letzte Kurier
- 1999: Bundesverdienstkreuz am Bande
- 2007: Bambi
- 2008: Sonderpreis des Robert-Geisendörfer-Preises
- 2008: Goldene Kamera
- 2008: Deutscher Fernsehpreis und ver.di Medienpreis (Regie) für Contergan
- 2008: Romy in der Kategorie Bester Fernsehfilm für Contergan
- 2009: Gold World Medal beim New York Festival für Contergan
- 2010: Eiserner Reinoldus des Pressevereins Ruhr
- 2016: Hauptpreis des Kirchlichen Filmfestivals Recklinghausen[5] für den Film Junges Licht
- 2016: Preis des Oberbürgermeisters des Günter-Rohrbach-Filmpreises für Junges Licht

## Veröffentlichungen
- Der Clown im Wagen weint schon. Staatliche Werkkunstschule, Kassel 1966 (gemeinsam mit Jost Ulrich Krüger).
- Winkelmanns Reise ins U: Roman. Henselowsky Boschmann Verlag, Bottrop 2011, ISBN 978-3-942094-17-7 (gemeinsam mit Jost Krüger).
- Adolf Winkelmann, Die Abfahrer. Das Originaldrehbuch und der Film. Henselowsky Boschmann Verlag, Bottrop 2015, ISBN 978-3-942094-55-9.
- Adolf Winkelmann, Ich sehe häufig Dinge, die es nicht gibt. Graphic Novel über die Zukunft des Ruhrgebiets. Henselowsky Boschmann Verlag, Bottrop 2019, ISBN 978-3-942094-14-6.
- Adolf Winkelmann. Die Bilder. der Boschmann und ich. Winkelmanns Gespräche mit Boschmann eröffnen einen faszinierenden Blick hinter die Kulissen der Filmemacherei. Henselowsky Boschmann Verlag, Bottrop 2021, ISBN 978-3-948566-06-7.